# Мото Гран-Прі Арагону
Мо́то Гран-Прі Арагону (ісп. Gran Premio de Aragón de Motociclismo) — етап змагань чемпіонату світу із шосейно-кільцевих мотогонок MotoGP, що відбувається на автомотодромі «Моторленд Арагон» в іспанському муніципалітеті Альканьїс.

## Історія
3,321-мильний трек поруч Альканьїса спроєктував німецький архітектор Герман Тільке — розробник майже всіх діючих трас Формули-1, в тому числі траси Америк, автодрому Джайпі Груп, міжнародного автодрому Кореї, Яс-Марини, Валенсії та багатьох інших. Як консультант виступив пілот Формули-1 Педро де ла Роса.
Кільце є частиною великого технологічного парку.
Першим міжнародним змаганням, що відбулося на «Моторленд Арагон», стала гонка «Formula Renault 3.5» наприкінці 2009 року.
У березні 2010 року було оголошено про підписання 5-річної угоди між Dorna Sports та дирекцією «Моторленд Арагон», згідно з якою «Гран-Прі Арагону» стало резервним етапом в календарі MotoGP. Однією із ключових причин вибору саме «Моторленду» стало те, що тут тримається сприятлива погода протягом тривалого періоду часу з квітня по жовтень.
Перший етап чемпіонату світу відбувся у тому ж році, з 17 по 19 вересня 2010 року, і він замінив в календарі Гран-Прі Угорщини. Арагон став шостим етапом в історії Великих Призів, що відбувався на території Іспанії після Хересу, Барселони, Харами, Монтжуїку та Валенсії.

## Переможці Гран-Прі Арагону
| Сезон | Moto3          | Moto3     | Moto2            | Moto2    | MotoGP           | MotoGP   | Звіт |
| Сезон | Гонщик         | Мотоцикл  | Гонщик           | Мотоцикл | Гонщик           | Мотоцикл | Звіт |
| ----- | -------------- | --------- | ---------------- | -------- | ---------------- | -------- | ---- |
| 2022  | Ісан Гевара    | Gas Gas   | Педро Акоста     | Kalex    | Франческо Баньяя | Ducati   | Звіт |
| 2016  | Хорхе Наварро  | Honda     | Сем Лоус         | Kalex    | Марк Маркес      | Honda    | Звіт |
| 2015  | Мігел Олівейра | KTM       | Тіто Рабат       | Kalex    | Хорхе Лоренсо    | Yamaha   | Звіт |
| 2014  | Романо Фенаті  | KTM       | Маверік Віньялес | Kalex    | Хорхе Лоренсо    | Yamaha   | Звіт |
| 2013  | Алекс Рінс     | KTM       | Ніко Тероль      | Suter    | Марк Маркес      | Honda    | Звіт |
| 2012  | Луї Салом      | Kalex-KTM | Пол Еспаргаро    | Kalex    | Дані Педроса     | Honda    | Звіт |
| Сезон | 125cc          | 125cc     | Moto2            | Moto2    | MotoGP           | MotoGP   | Звіт |
| Сезон | Гонщик         | Мотоцикл  | Гонщик           | Мотоцикл | Гонщик           | Мотоцикл | Звіт |
| 2011  | Ніко Тероль    | Aprilia   | Марк Маркес      | Suter    | Кейсі Стоунер    | Honda    | Звіт |
| 2010  | Пол Еспаргаро  | Derbi     | Андреа Янноне    | Speed Up | Кейсі Стоунер    | Ducati   | Звіт |